# Kap Scott
Kap Scott ist ein Kap an der Pennell-Küste des ostantarktischen Viktorialands. Es liegt 10 km südöstlich des Kap Oakeley an der Westseite der Mündung des Dennistoun-Gletschers in die Somow-See.
Der britische Polarforschers James Clark Ross entdeckte das Kap 1841 im Zuge seiner Antarktisexpedition (1839–1843). Er benannte es nach Peter Astle Scott (1816–1900), Maat an Bord des Schiffs Terror bei dieser Forschungsreise.